# Medicinsk Museion

Le Medicinsk Museion (en français « Museion médical ») est un musée et une unité de recherche situés à Copenhague, au Danemark, et consacrés à l'histoire de la santé et des maladies dans une perspective culturelle. Rattaché à l'université de Copenhague, il a pour domaine d'intérêt principal l'histoire récente de la culture matérielle et iconographique de la biomédecine. Il est situé dans un bâtiment classé construit en 1787 sur Bredgade (litt. « la grande rue ») dans le quartier de Frederiksstaden.

## Histoire
Les collections ont été créées par un cercle de médecins à Copenhague en 1906. La première exposition sur l'histoire de la médecine a été inaugurée le 22 août 1907 dans le cadre des célébrations du 50e anniversaire de l'Association médicale danoise. Le musée était alors situé dans le bâtiment Rigsdag à Fredericiagade, qui abrite aujourd'hui la Haute Cour du Danemark oriental ; il a emménagé dans ses locaux actuels en 1947.
Le musée est rattaché à l'Université de Copenhague depuis 1918, il a un statut mixte de musée et d'équipe de recherche du Département de Santé publique de la Faculté de santé et des sciences médicales,. Jusqu'en 2004, il s'appelait « Musée d'histoire médicale », avant de prendre sa nouvelle dénomination.

## Bâtiment
Le bâtiment qui abrite le musée est de style néoclassique de 1787. Il a été conçu par Peter Meyn et abritait à l'origine l'Académie de chirurgie du Danemark, une institution chargée de la formation des chirurgiens à Copenhague entre 1785 et 1842. L'espace central d'exposition est l'ancien auditorium où étaient réalisées les dissections dans le cadre de la formation.

Représentations de différentes vues du bâtiment
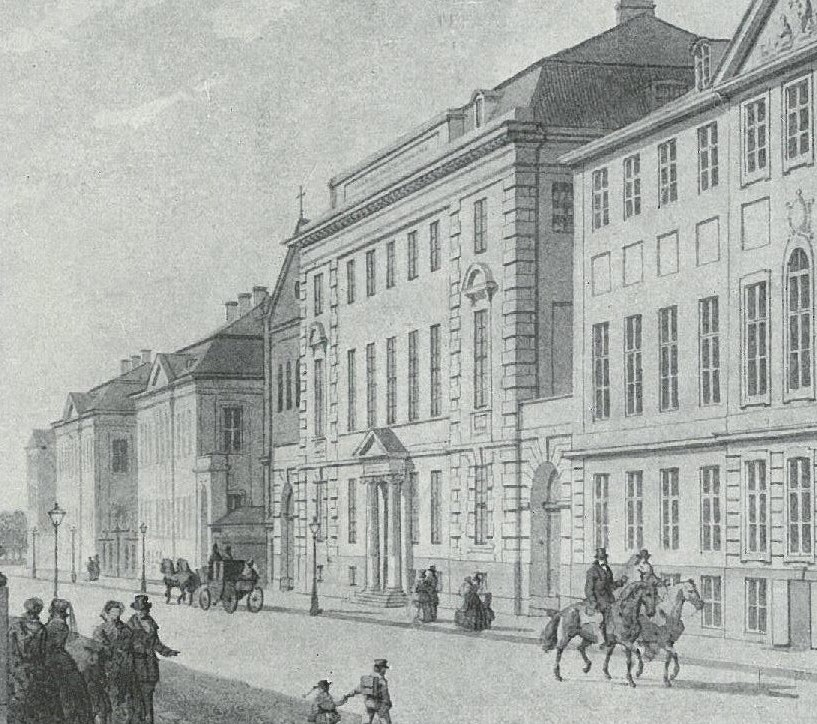
L'académie de chirurgie de Copenhague.
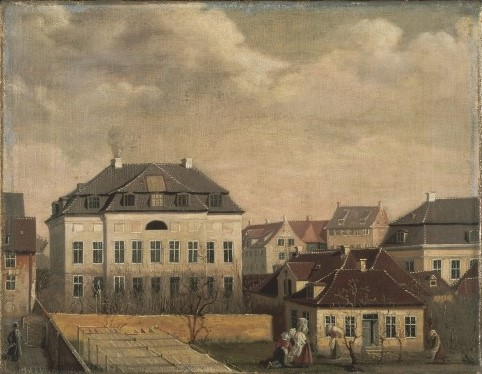
Face arrière du bâtiment vue depuis une fenêtre de Fødselsstiftelsen (Amaliegade 25), c. 1840.
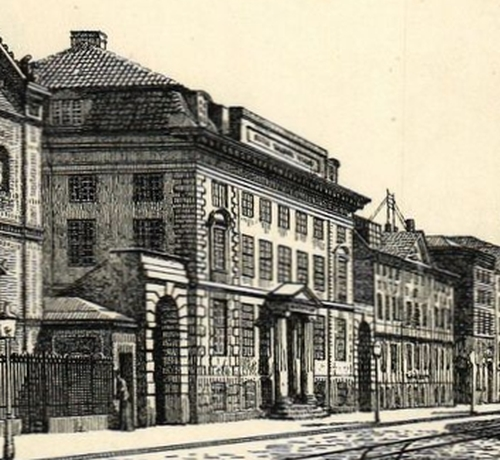
L’académie de chirurgie de Copenhague.

## Collections de l'exposition permanente «The Body Collected»

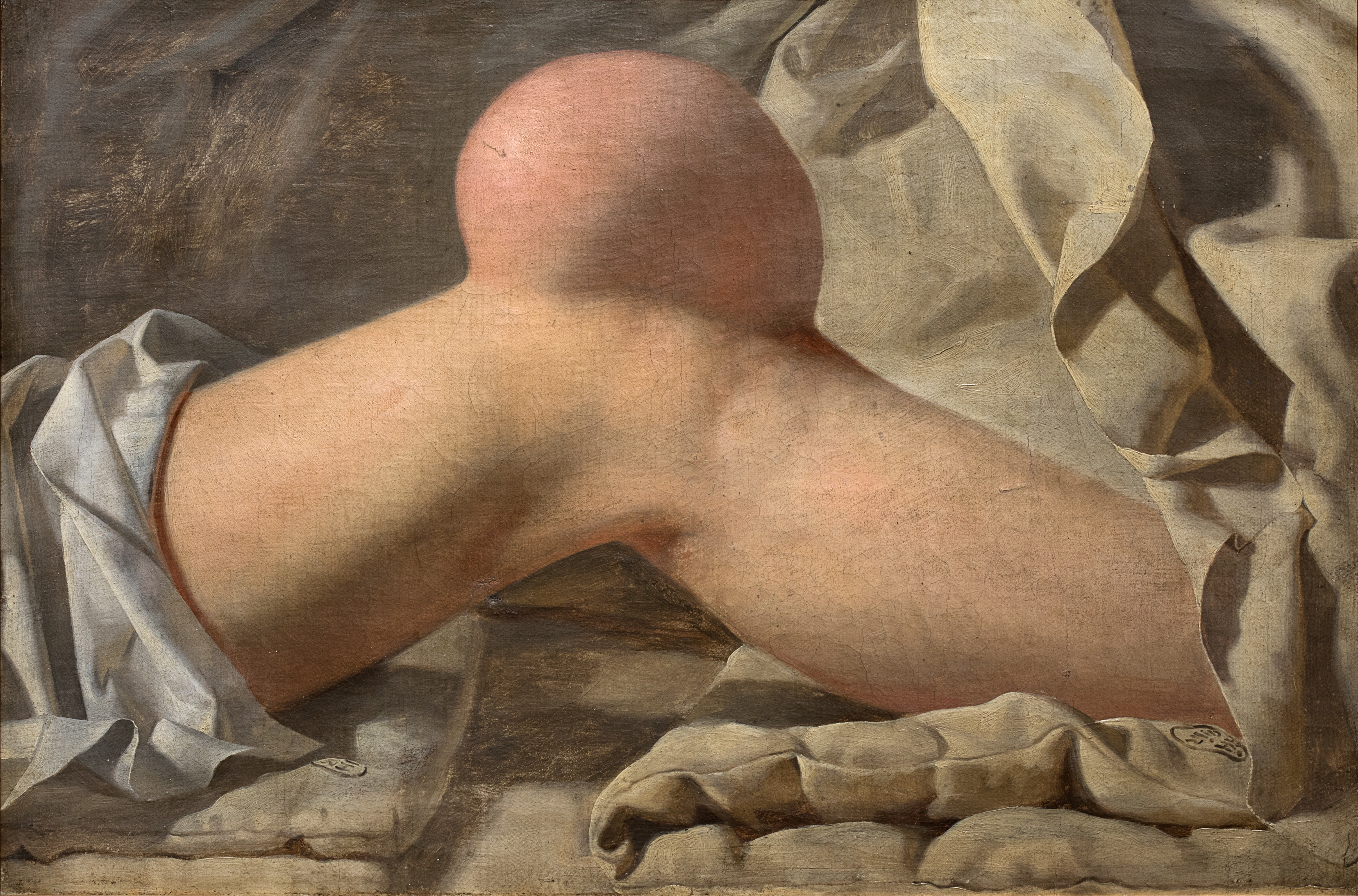
Wilhelm Bendz, Tumeur de la région patellaire, 1829, huile sur toile 30,5 x 47 cm, Medicinsk Museion, Copenhague.

L'exposition permanente intitulée « The Body Collected » est composée par un fonds importants de squelettes, d'organes, de tissus ou encore d'échantillons et de prélèvements. Les plus anciens datent de la fin du XVIIIe siècle et appartiennent à des collections de fœtus, de nouveau-nés, d'ossements, d'organes et d'échantillons histologiques humains. La collection a été augmentée jusqu'en 2023 et comprend désormais, en plus des fragments de tissus, des cellules et des échantillons d'ADN.
Plusieurs peintures sont également présentées, ainsi que du matériel médical comme une table de dissection, des centrifugeuses, des armoires réfrigérées pour le stockage d'échantillons, ainsi qu'une apothicairerie.

### Fonds de la collection saxtorphian
Une partie de l'exposition permanente est composée par le collection saxtorphian fondée en 1787 par Matthias Saxtorph, professeur à la Fondation danoise de maternité et d'allaitement. Cette collection a été transférée en 1992 au Medicinsk Museion après avoir été la propriété de de Fondation danoise de maternité et d'allaitement à partir de 1840 et de l'hôpital national du Danemark en 1910.

### Jumelles siamoises Martha et Marie
L'exposition présente les squelettes, les organes et la peau après un traitement taxidermique des jumelles siamoises Martha et Marie. Nées en 1848 dans une famille pauvre, elles ont été transférées  de leur vivant à la Fondation danoise de maternité et d'allaitement où elles ont été nourries, soignées et observées pour finalement mourir dix jours après leur naissance. Par la suite, le professeur Carl Edvard Marius Levy a pratiqué des examens post-mortem qui ont donné lieu à une publication seulement en 1857, soit dix ans après leur mort par égard pour la famille.

## Collections fermées au public
Le Medicinsk Museion reconstitué deux cabinets dentaires dont la visite n'est pas ouverte. Le premier reproduit un cabinet de 1890, tandis que le second est de 1910 et possède un appareil de radiographie.